# Bacia do Donets

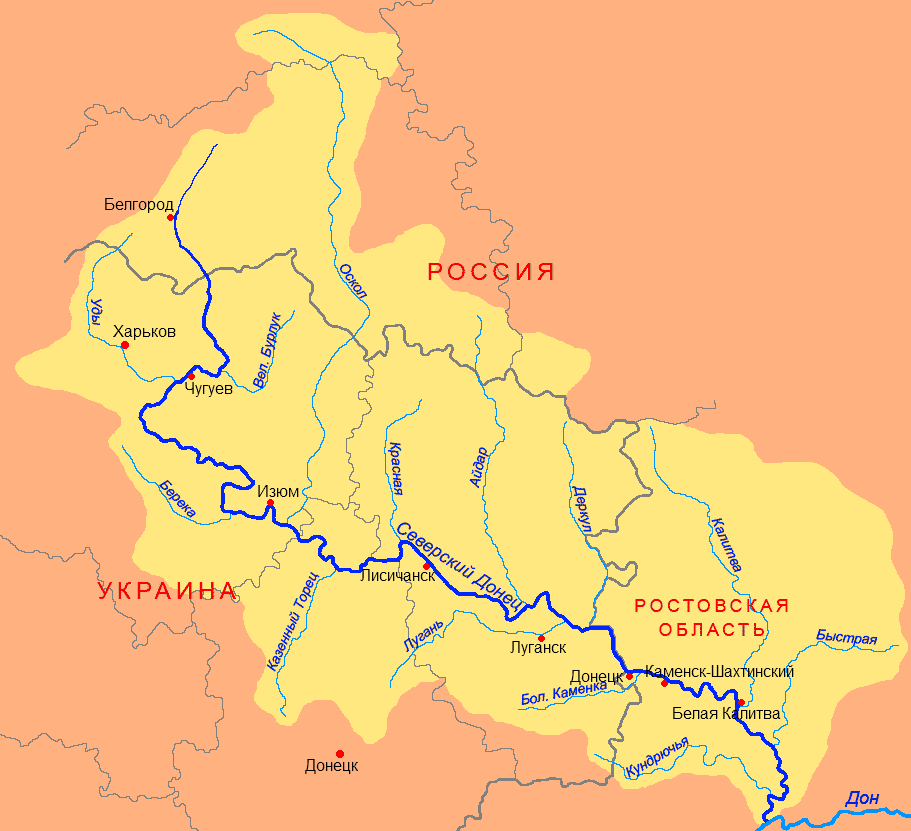
Area da bacia hidrográfica do Donets, com seus tributários.

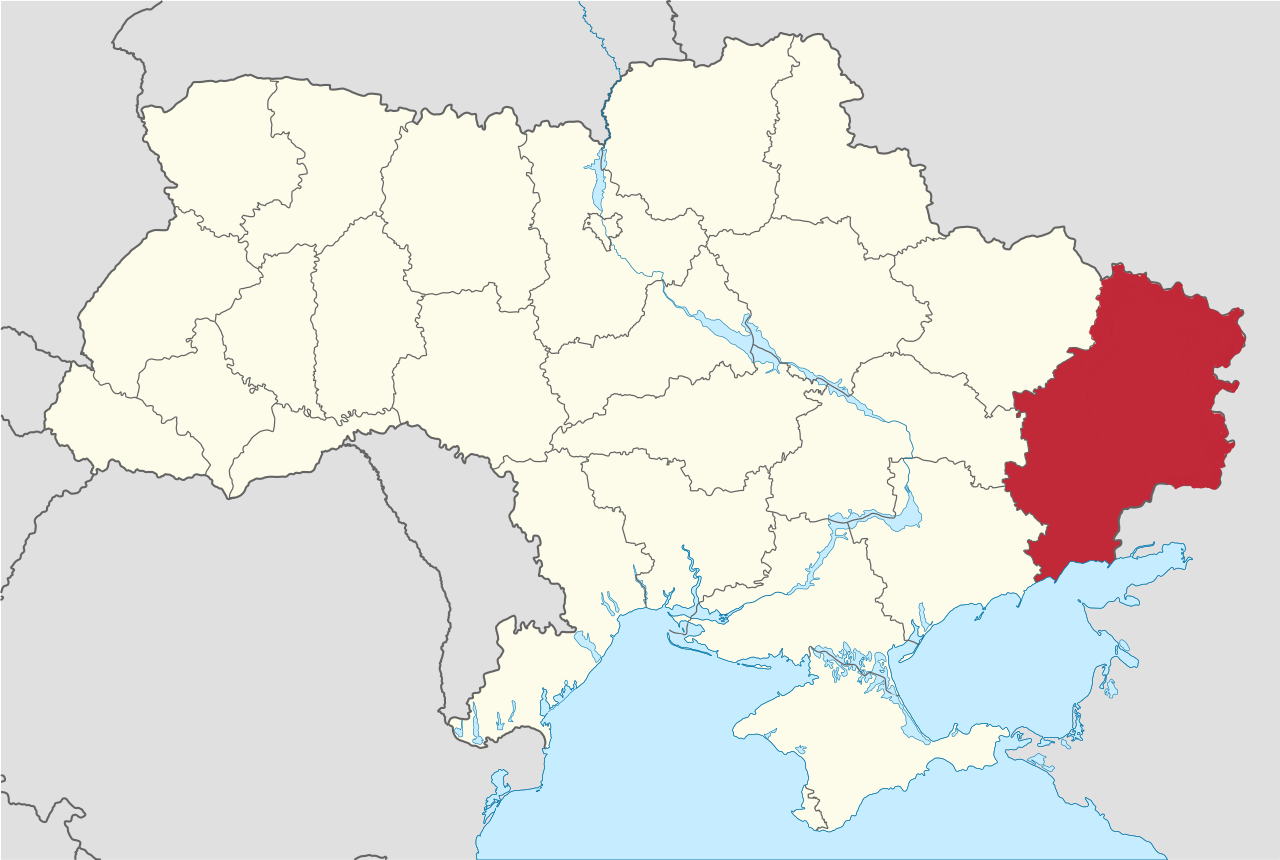
Mapa mostrando a região da Donbass, no leste da Ucrânia.

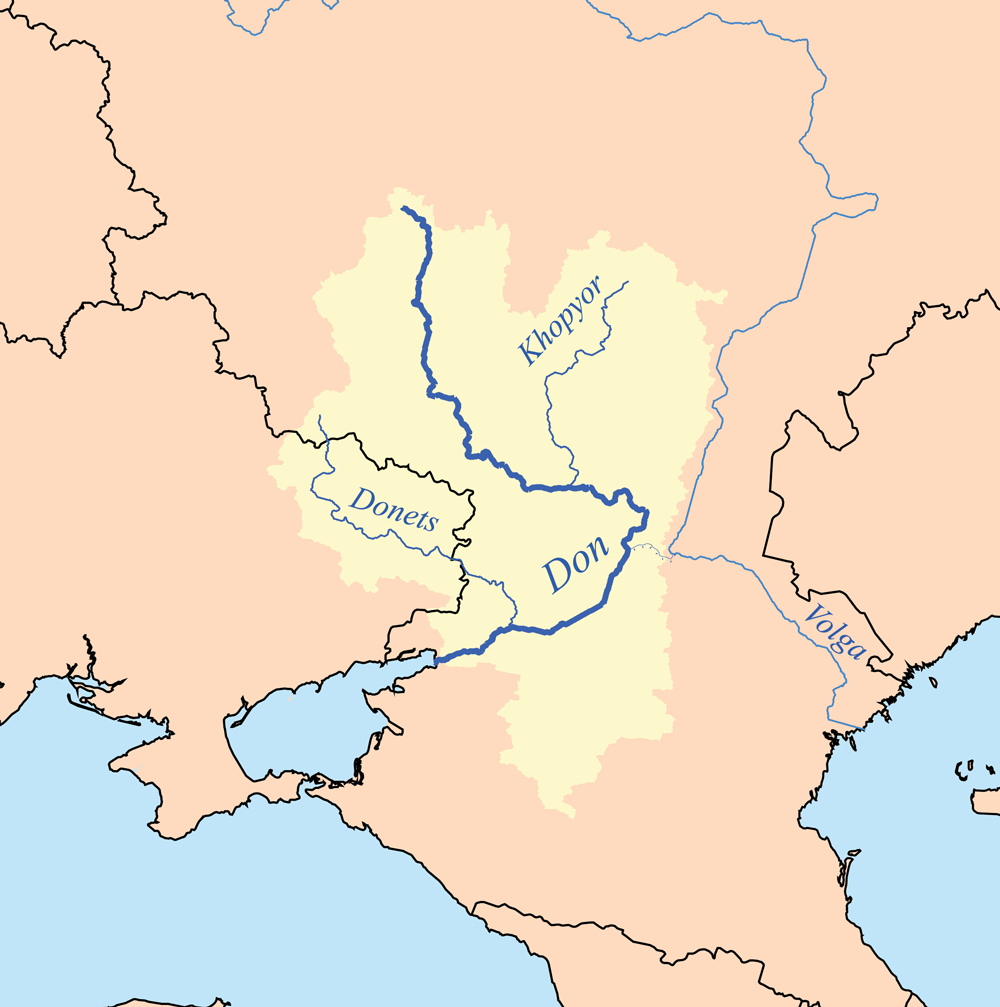
O Donets nasce em território russo mas tem a maior parte de seu curso em território ucraniano. É o principal afluente do Dom, cujo curso está totalmente contido em território russo.

A bacia do Donets (em ucraniano:  Донецький басейн, translit. Donetskyi basein), também referida como bacia carbonífera do Donets (em ucraniano:  Донецький вугільний басейн; em russo:  Донецкий каменноугольный бассейн, transl. Donetski kamennougol'ny bassein) e, mais comumente, como Donbas  ou Donbass (em ucraniano:  Донбас; em russo:  Донбасс), é uma bacia hidrográfica com área de 98 900 km2  e que compreende uma região histórica, geográfica e cultural do extremo leste da Ucrânia e sudoeste da Rússia.
É uma importante região mineradora e industrial, marcada pelo curso do rio Donets, que lhe empresta o nome. A industrialização se desenvolveu na área graças a presença desta região límnica onde se depositaram, em condições anaeróbias, restos de uma exuberante vegetação então existente.

## Características gerais

Mapa de Donbass.

A área da bacia do Donets é atualmente a segunda região mais densamente povoada da Ucrânia — com destaque para as cidades de Donetsk, Lugansk e Carcóvia —, demograficamente superada apenas pela capital Kiev. Pelo lado russo inclui as importantes cidades de Rostóvia do Dom e Volgogrado.
Notável por suas reservas de ferro e carvão mineral, a área explorada da bacia carbonífera cobre cerca de 23 300 km² a sul do rio Donets. Começou a ser escavada no começo do século XIX. Em 1913, a bacia carbonífera do Donets produzia cerca de 87% de carvão mineral na Rússia.
A depressão carbonífera une-se  ao rico depósito de ferro de Krivoi Rog, onde foi instalada uma usina de ferro em 1872, em Donetsk; em 1913 extraía 74% de toda a produção russa de minério de ferro. Atualmente, a zona é a maior região produtora de ferro e aço da Ucrânia e uma dos principais complexos de indústria pesada do mundo.

## História

Bandeira do Movimento Internacional da Donbass - fundado em 18 de novembro de 1980 e dissolvido em 2003

A região é habitada há séculos por várias tribos nômades, como citas, alanos, hunos, búlgaros, pechenegues, kipchaks, turco-mongóis, tártaros e nogais. A região agora conhecida como Donbas permaceceu em grande parte despovoada, até a segunda metade do século XVII, quando os cossacos do Don  estabeleceram os primeiros assentamentos permanentes na região.
A primeira cidade da região foi fundada em 1676, chamada Solanoye (agora Soledar), que foi construída para o lucrativo negócio de explorar reservas de sal-gema recém-descobertas. Conhecido por ser "Campos Selvagens" (em em ucraniano:  дике поле, poste de dique), a área que agora é chamada de Donbas estava em grande parte sob o controle do hetmanato cossaco ucraniano e do canato turco da Crimeia até meados do final do século XVIII, quando o Império Russo conquistou o hetmanato e anexou o canato.

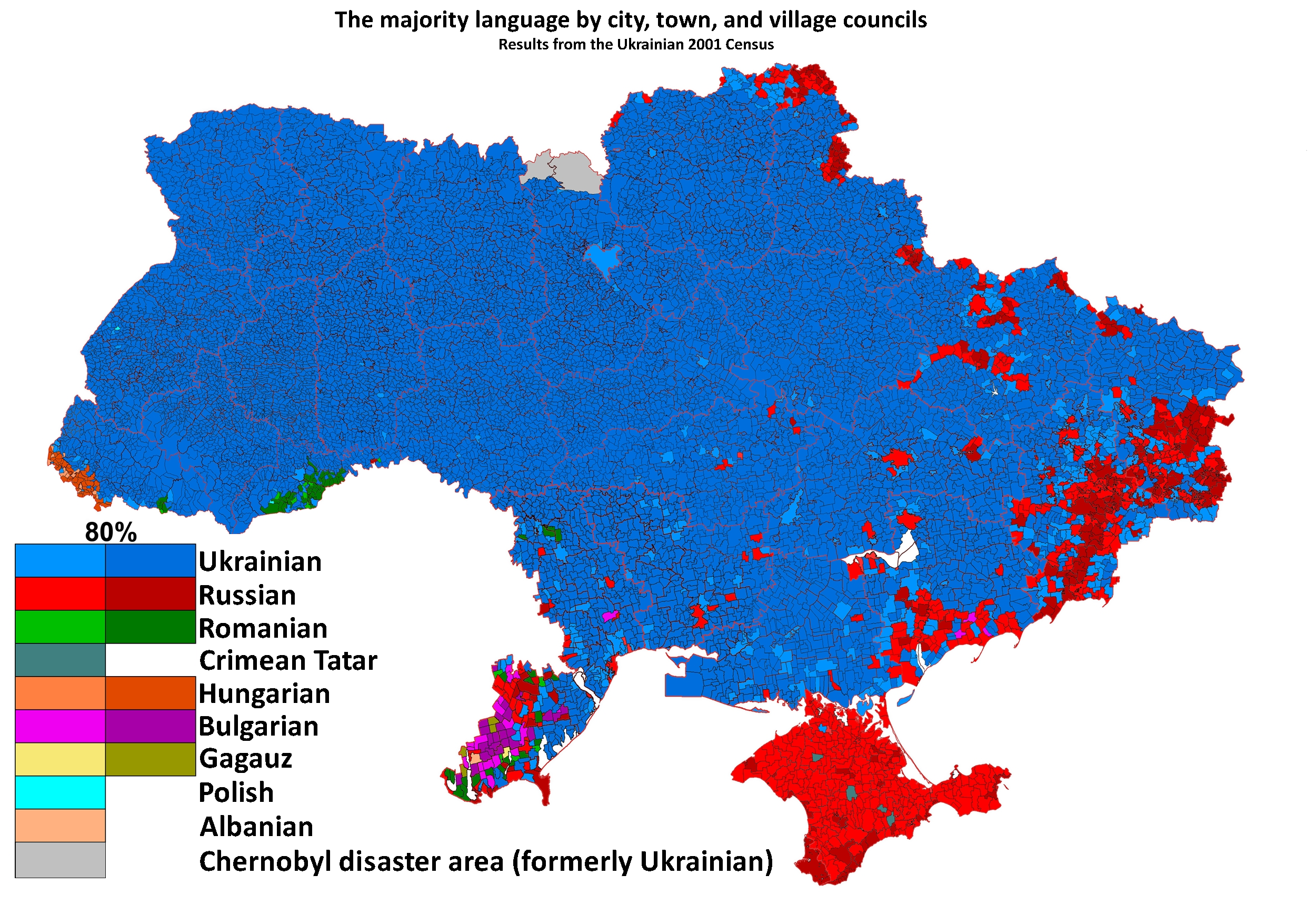
Distritos na Ucrânia com a maioria de falantes nativos de russo são mostrados em vermelho (censo de 2001), muitos concentrados na região leste (Donbas).

No final do século XVIII, muitos russos, sérvios e gregos migraram para a região. A Rússia czarista nomeou os territórios conquistados "Nova Rússia" (em em russo:  Новоро́ссия, Novorossiya). À medida que a Revolução Industrial se instalava em toda a Europa, os vastos recursos de carvão da região, descobertos em 1721, começaram a ser explorados em meados do século XIX.
Foi neste ponto que o nome Donbas entrou em uso, como uma redução de "bacia do Donets", onde se encontrava a maior parte das reservas de carvão. A ascensão da indústria do carvão levou a um boom populacional na região, em grande parte impulsionado pelos colonos russos. A região era governada como os condados de Bakhmut, Slovianserbsk e Mariupol da província de Yekaterinoslav. 
Donetsk, a cidade mais importante da região, hoje, foi fundada em 1869 pelo empresário galês John Hughes no local da antiga cidade cossaca Zaporozhian de Oleksandrivka. Hughes construiu uma siderúrgica e estabeleceu várias minas na região. A cidade foi chamada Yuzovka  (em russo:  Юзовка), em alusão ao nome do fundador. Com o desenvolvimento de Yuzovka e cidades semelhantes, grandes levas de camponeses sem terra das províncias periféricas do Império Russo para lá se dirigiram, à procura de trabalho.
De acordo com o Censo Imperial Russo de 1897, os ucranianos ("pequenos russos", na língua imperial oficial) representavam 52,4% da população da região, enquanto os russos étnicos representavam 28,7%. Gregos e alemães étnicos, judeus e tártaros também tiveram uma presença significativa na região, particularmente no distrito de Mariupol, onde compreendiam 36,7% da população. Apesar disso, os russos constituíam a maioria da força de trabalho industrial. Os ucranianos dominavam as áreas rurais, mas as cidades eram muitas vezes habitadas apenas por russos que vinham em busca de trabalho nas indústrias pesadas da região. Os ucranianos que se mudaram para as cidades para trabalhar foram rapidamente assimilados pela classe trabalhadora de língua russa.
De acordo com uma pesquisa de religião na Ucrânia de 2016, realizada pelo Centro Razumkov, 65% da população da Donbas acredita no cristianismo (incluindo 50,6% ortodoxos, 11,9% que se declararam "simplesmente cristãos" e 2,5% que pertenciam a igrejas protestantes). O islamismo é a religião de 6% da população da Donbas e o hinduísmo de 0,6%, ambas as religiões com uma parcela da população maior em comparação com outras regiões da Ucrânia. As pessoas que se declararam não crentes ou crentes em alguma outra religião, não se identificando em uma das listadas, eram 28,3% da população.

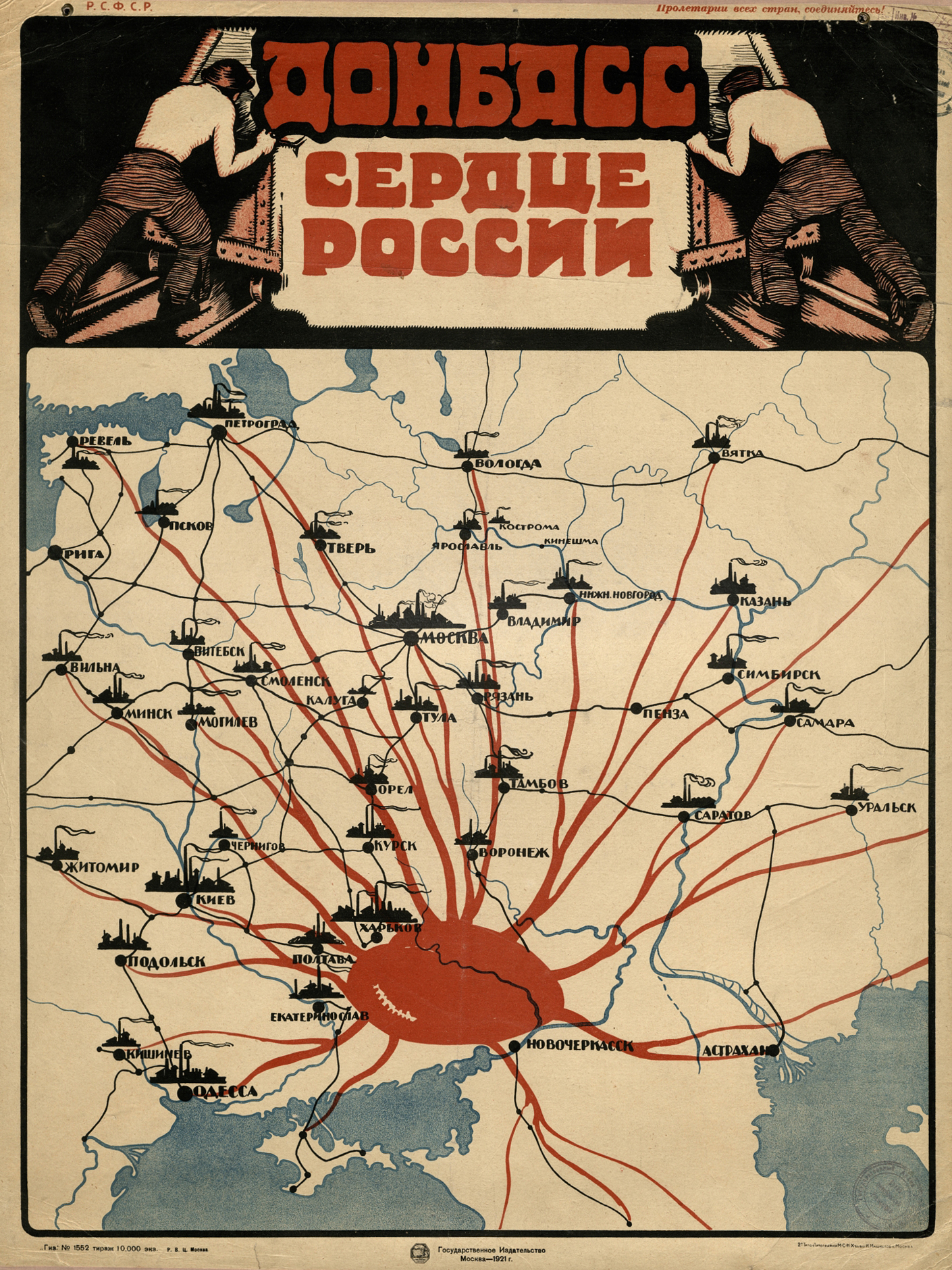
Cartaz de propaganda russa soviética de 1921 que diz "A Donbas é o coração da Rússia"

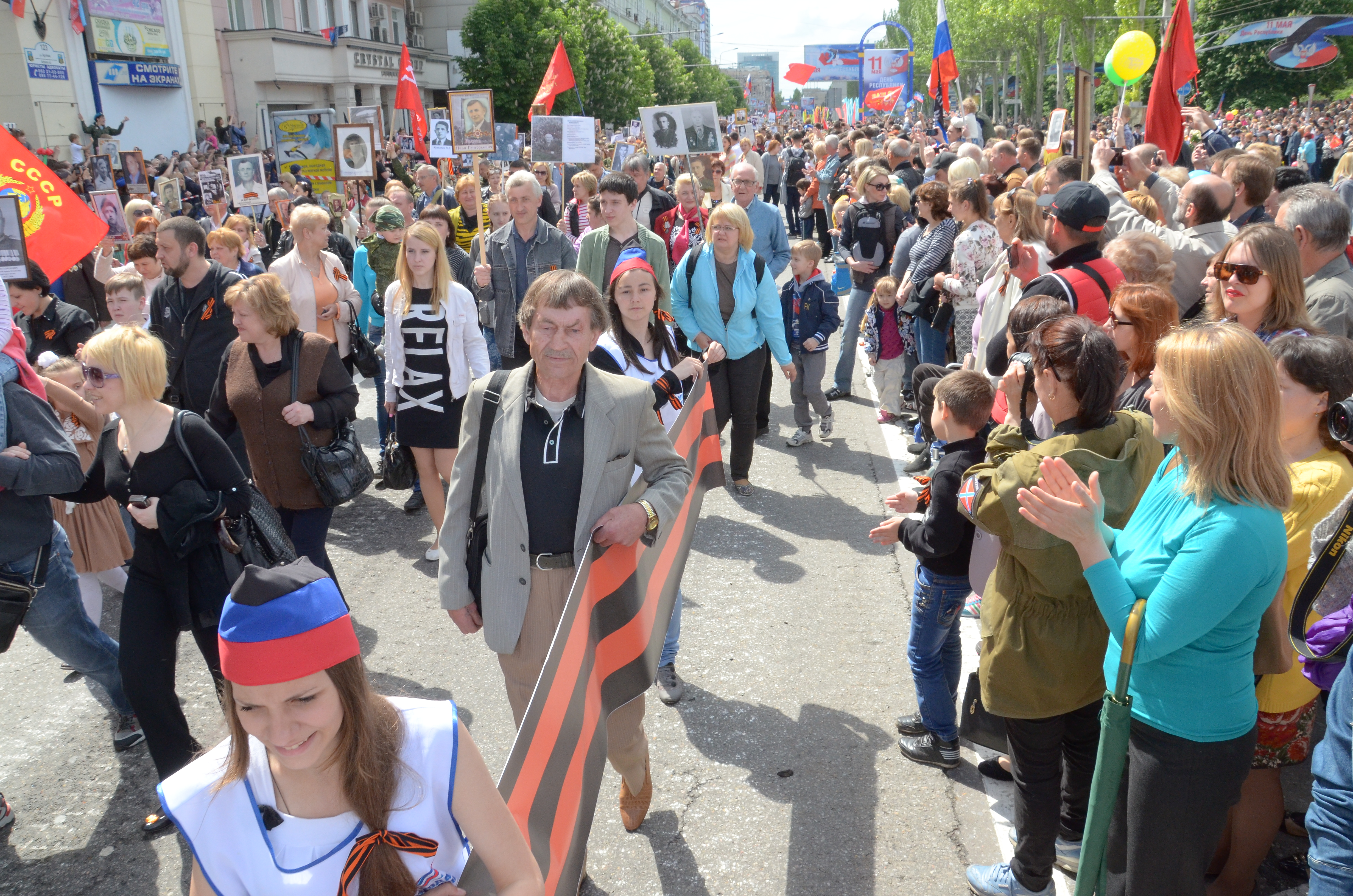
Celebração do Dia da Vitória da Segunda Guerra Mundial em Donetsk, 9 de maio de 2016

### Guerra na Donbas (2014-presente)

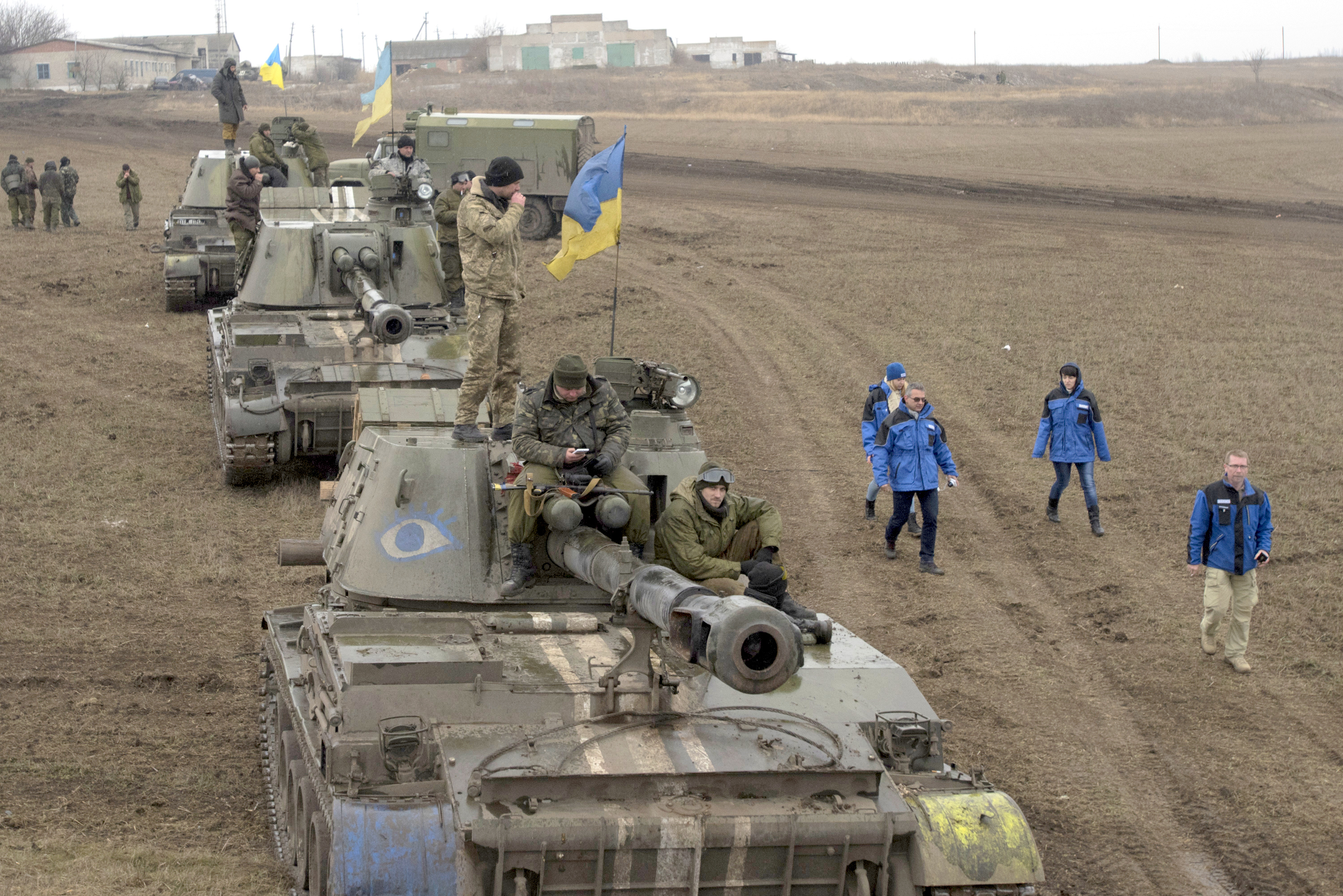
Tropas ucranianas na Donbas, março de 2015

Desde 2014, forças de segurança do governo ucraniano têm realizado operações militares contra os separatistas da Donbas, que se recusam a reconhecer o novo governo da Ucrânia, instituído após um golpe de Estado seguido de mudança de regime (Revolução Ucraniana).
A situação na Donbas agravou-se  em 17 de fevereiro de 2022, quando foram relatados  bombardeios intensivos, pela forças ucranianas, em Donetsk e Luhansk. Os separatistas anunciaram uma mobilização geral e a evacuação de civis para o território russo. Ao mesmo tempo, Kiev reponsabilizou Moscou pela insurgência na região.
Em 21 de fevereiro, o Conselho de Segurança da Rússia aprovou o reconhecimento da independência de Donetsk e Luhansk.
Em 24 de fevereiro, o presidente russo, Vladimir Putin, anunciou uma operação especial para proteger os civis da Donbas. Já o líder ucraniano, Volodymyr Zelensky acusou a Rússia de atingir a infraestrutura militar do país. Na sequência, impôs a lei marcial em toda a Ucrânia, cortando as relações diplomáticas com Moscou. O Ministério da Defesa russo, por sua vem, afirmou que a Rússia não havia lançado ataques aéreos, de mísseis ou de artilharia contra cidades ucranianas  mas somente contra a infraestrutura militar.
Em 25 de fevereiro, o vice-ministro das Relações Exteriores da RPD, Sergey Peresada, declarou que o povo da Donbass desejava a paz e  estava "infinitamente grato à Federação Russa [...] por reconhecer nossas repúblicas, por salvar a vida de nossos filhos, nossos pais, nossos entes queridos". Na mesma data, o Comitê de Investigação da Rússia informou que, desde 2014, havia registrado 481 casos criminais sobre os eventos na Ucrânia e na Donbass. Ao longo de todo o período de investigação, mais de 146 mil pessoas haviam sido interrogadas, mais de 22 mil pessoas foram reconhecidas como vítimas, incluindo cerca de 2 400 menores. Entre os réus estavam representantes da liderança militar e política da Ucrânia, membros de associações nacionalistas radicais e  agentes policiais da Ucrânia”.

## Meio ambiente

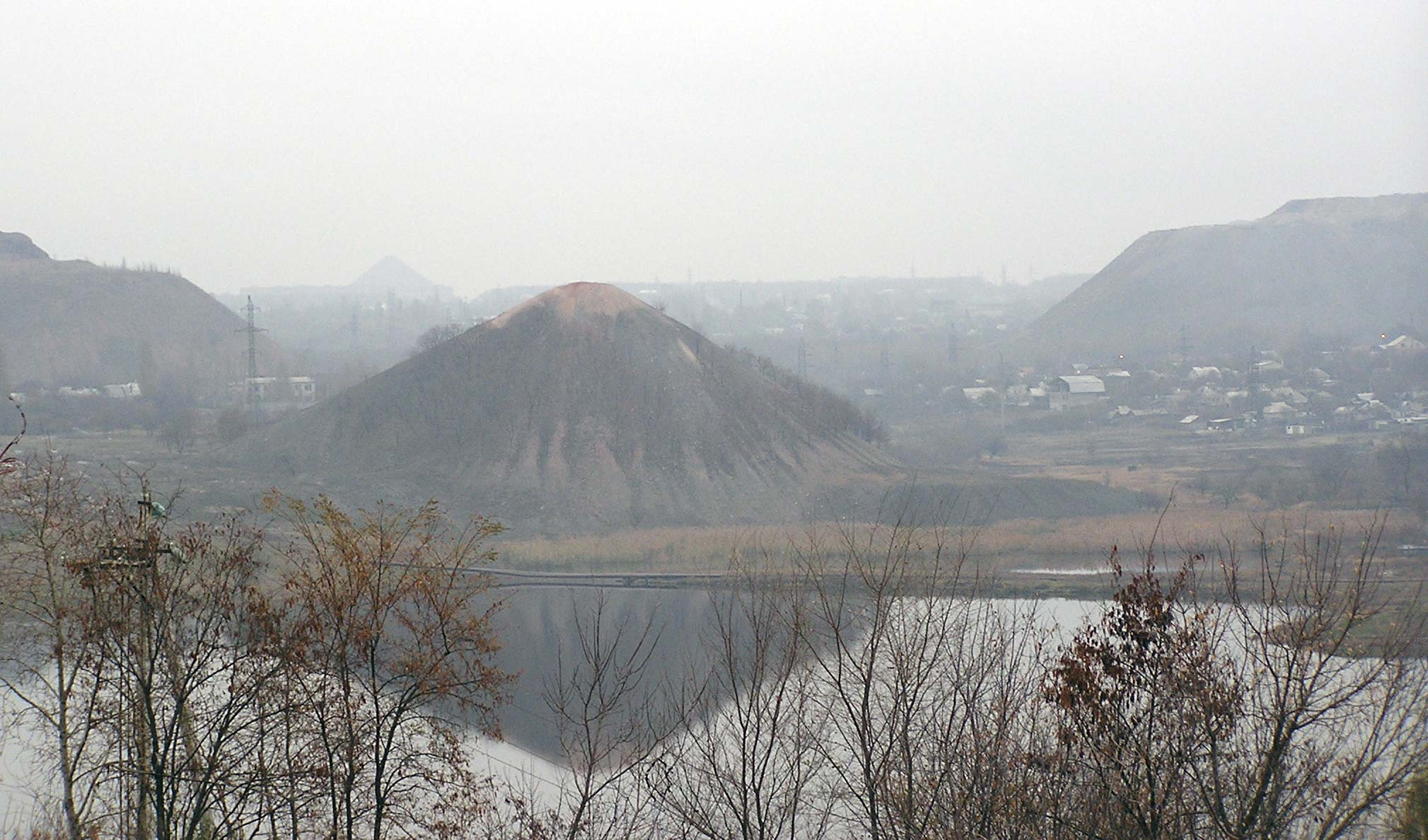
Pontas de espólios de mineração de carvão ao longo do rio Kalmius, em Donetsk

Vários locais de descarte de resíduos químicos na Donbas não foram mantidos e representam uma ameaça constante ao meio ambiente. Uma ameaça incomum é o resultado do projeto da era soviética de 1979 para testar a mineração nuclear experimental em Yenakiieve. Por exemplo, em 16 de setembro de 1979, na mina Yunkom, hoje conhecida como mina Young Communard em Yenakiyeve, uma explosão de teste nuclear de 300kt foi conduzida a 900m para liberar gás metano ou para desgaseificar camadas de carvão em uma cúpula oval de arenito conhecida como Klivazh [Rift] Local para que o metano não represente perigo ou ameaça à vida. Antes da Glasnost, porém, nenhum minerador era informado da presença de radioatividade na mina.
A mineração e a fundição intensiva de carvão na área da bacia do Donets causaram graves danos ao meio ambiente local. Os problemas mais comuns em toda a região incluem:
- interrupção do abastecimento de água e inundações devido à água da mina
- poluição do ar visível em torno das usinas de coque e siderurgia
- contaminação do ar/água e ameaça de deslizamento de terra das pontas de entulho

Os fenómenos de incarbonização formadores da bacia carbonífera do Donets estendem-se de oeste a leste, incluindo as subdivisões ucranianas de Kirovogrado, Dnipropetrovsk, Zaporíjia e Donetsk, e russas de Rostóvia e Volgogrado, e; de sul a norte nas subdivissões ucranianas de Luhansk, Carcóvia, Sumy e Tchernihiv, e russas de Voronej e Belgorod.